# Аржвил
Аржвил (фр. Hargeville) насеље је и општина у Француској у региону Париски регион, у департману Ивлен која припада префектури Мант ла Жоли.
По подацима из 2011. године у општини је живело 409 становника, а густина насељености је износила 57,77 становника/km². Општина се простире на површини од 7,08 km². Налази се на средњој надморској висини од 130 метара (максималној 176 m, а минималној 114 m).

## Демографија
| 1962. | 1968. | 1975. | 1982. | 1990. | 1999. | 2011. |
| ----- | ----- | ----- | ----- | ----- | ----- | ----- |
| 142   | 152   | 144   | 261   | 275   | 319   | 409   |

График промене броја становника у току последњих година